# Bonrepòs i Mirambell
Bonrepòs i Mirambell är en kommun i Spanien.   Den ligger i provinsen Província de València och regionen Valencia, i den östra delen av landet, 300 km öster om huvudstaden Madrid. Antalet invånare är 3 454. Arean är 1,1 kvadratkilometer. Bonrepòs i Mirambell gränsar till Valencia, Almàssera, Tavernes Blanques och Vinalesa. 
Terrängen i Bonrepòs i Mirambell är mycket platt.